# Buchères
 Buchères  es una población y comuna francesa, en la región de Champaña-Ardenas, departamento de Aube, en el distrito de Troyes y cantón de Bouilly.

## Demografía
| 602 | 727 | 1072 | 1314 | 1328 | 1345 |
| Para los censos de 1962 a 1999 la población legal corresponde a la población sin duplicidades (Fuente: INSEE [Consultar]) |     |      |      |      |      |

## Historia
El 24 de agosto de 1944, hombres del 51.ª Brigada de las SS masacraron 68 a personas; entre ellas 10 niños de menos de diez años, 5 ancianos con más de setenta años, 35 mujeres y tres bebés de 18, 11 et 6 meses.